# Briefmarken-Jahrgang 1925 des Saargebiets
Der Briefmarken-Jahrgang 1925 des Saargebiets umfasste lediglich zwei bei der Druckerei Hélio Vaugirard in Paris hergestellte Freimarken, nachdem es im Vorjahr 1924 zu keiner Neuausgabe gekommen war. Zum politischen Hintergrund der Ausgabe von Briefmarken für das Saargebiet siehe den Artikel Briefmarken-Jahrgang 1920 des Saargebiets, zum 1. Mai 1921 war der Übergang zur Franc-Währung erfolgt.

## Liste der Ausgaben
Legende
- Bild: Eine bearbeitete Abbildung der genannten Marke. Das Verhältnis der Größe der Briefmarken zueinander ist in diesem Artikel annähernd maßstabsgerecht dargestellt. Sollten keine Marken abgebildet sein, liegt es daran, dass das Urheberrecht des Künstlers noch nicht erloschen ist.
- Beschreibung: Eine Kurzbeschreibung des Motivs und/oder des Ausgabegrundes. Bei ausgegebenen Serien oder Blocks werden die zusammengehörigen Beschreibungen mit einer Markierung versehen eingerückt.
- Wert: Der Frankaturwert der einzelnen Marke in Saar-Franken. Ein „+“ bedeutet, dass es sich um eine Zuschlagsmarke handelt (= Frankaturwert + Spende).
- Ausgabedatum: Das Datum des erstmaligen Verkaufs dieser Briefmarke.
- Gültig bis: Das Datum, an dem die Gültigkeit endete.
- Auflage: Soweit bekannt, wird hier die zum Verkauf angebotene Anzahl dieser Ausgabe angegeben.
- Entwurf: Soweit bekannt, wird hier angegeben, von wem der Entwurf dieser Marke stammt.
- Mi.-Nr.: Diese Briefmarke wird im Michel-Katalog unter der entsprechenden Nummer gelistet.

| Freimarken | Freimarken                                | Freimarken                | Freimarken            | Freimarken        | Freimarken | Freimarken | Freimarken |
| ---------- | ----------------------------------------- | ------------------------- | --------------------- | ----------------- | ---------- | ---------- | ---------- |
| Bild       | Beschreibung                              | Werte in Centimes/Franken | Ausgabe- datum (1925) | gültig bis        | Auflage    | Entwerfer  | MiNr.      |
|            | Freimarkenserie - Madonna von Blieskastel | 45 cts.                   | 9. April              | 31. Dezember 1933 | 1.000.000  | E. Wagner  | 102        |
|            | Freimarkenserie - Madonna von Blieskastel | 10 Fr.                    | 9. April              | 28. Februar 1935  | 265.000    | E. Wagner  | 103        |